# Кольквіція чарівна
Кольквіція чарівна (лат. Linnaea amabilis або лат. Kolkwitzia amabilis) — квітучий кущ , є видом квіткових рослин родини Caprifoliaceae . Це єдиний вид у роду Kolkwitzia . Це листопадний чагарник, який вирощують як декоративну рослину. В англійський мові відомий також як beauty bush (кущ краси). У Китаї, звідки вона походить, рослина називається wèi shí  (蝟实) .

## Опис

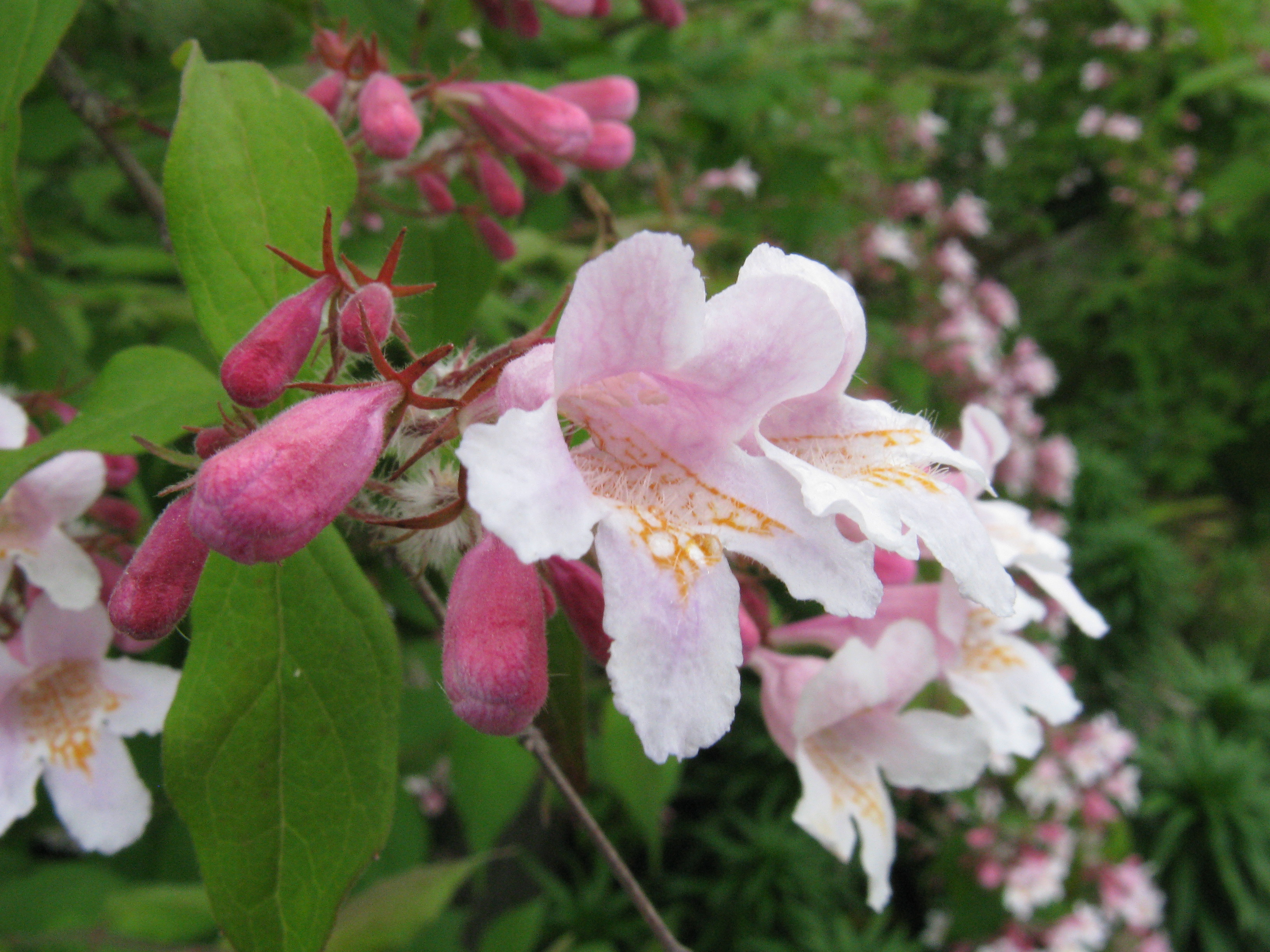
Квітка
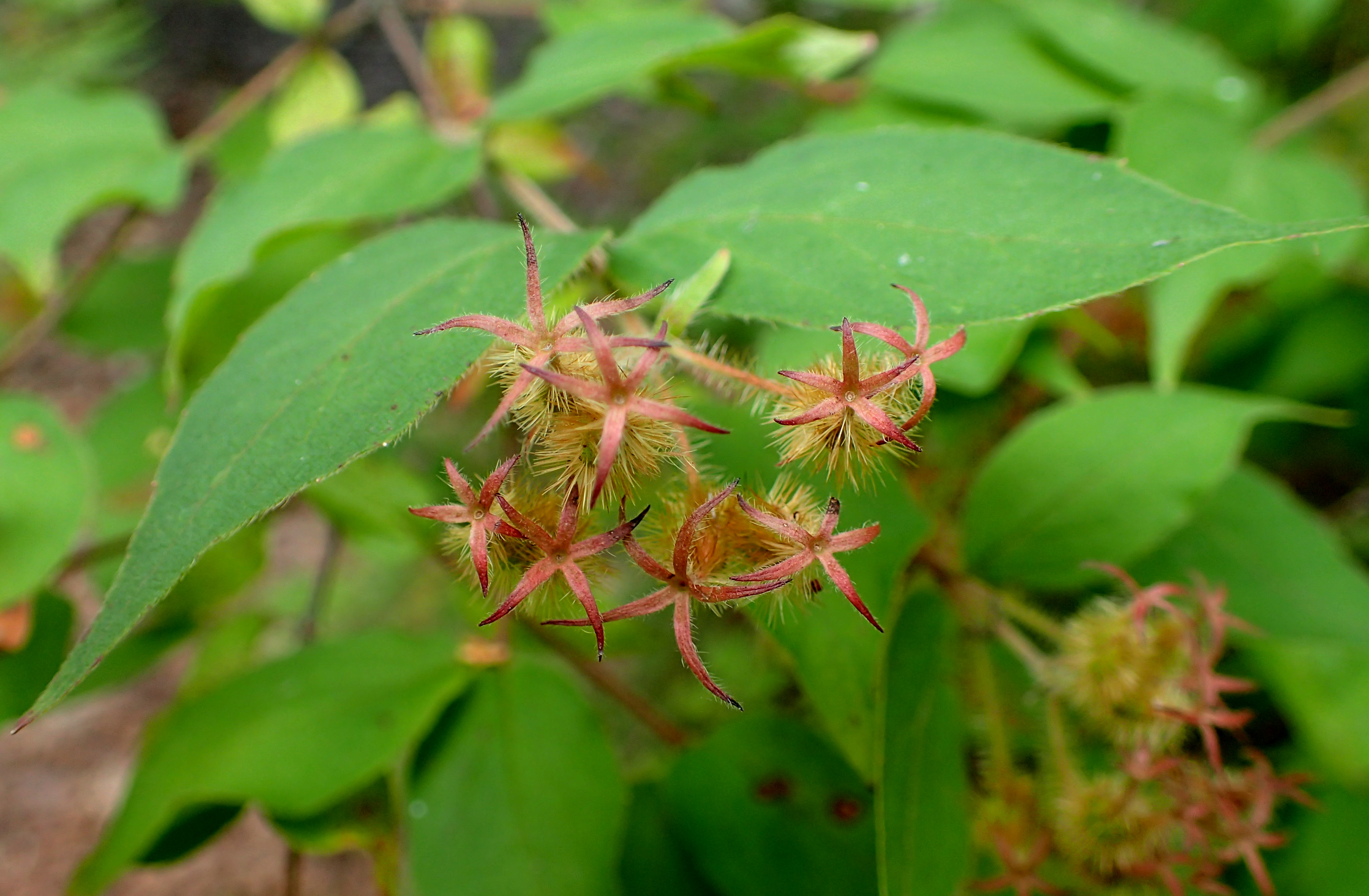
Насіння
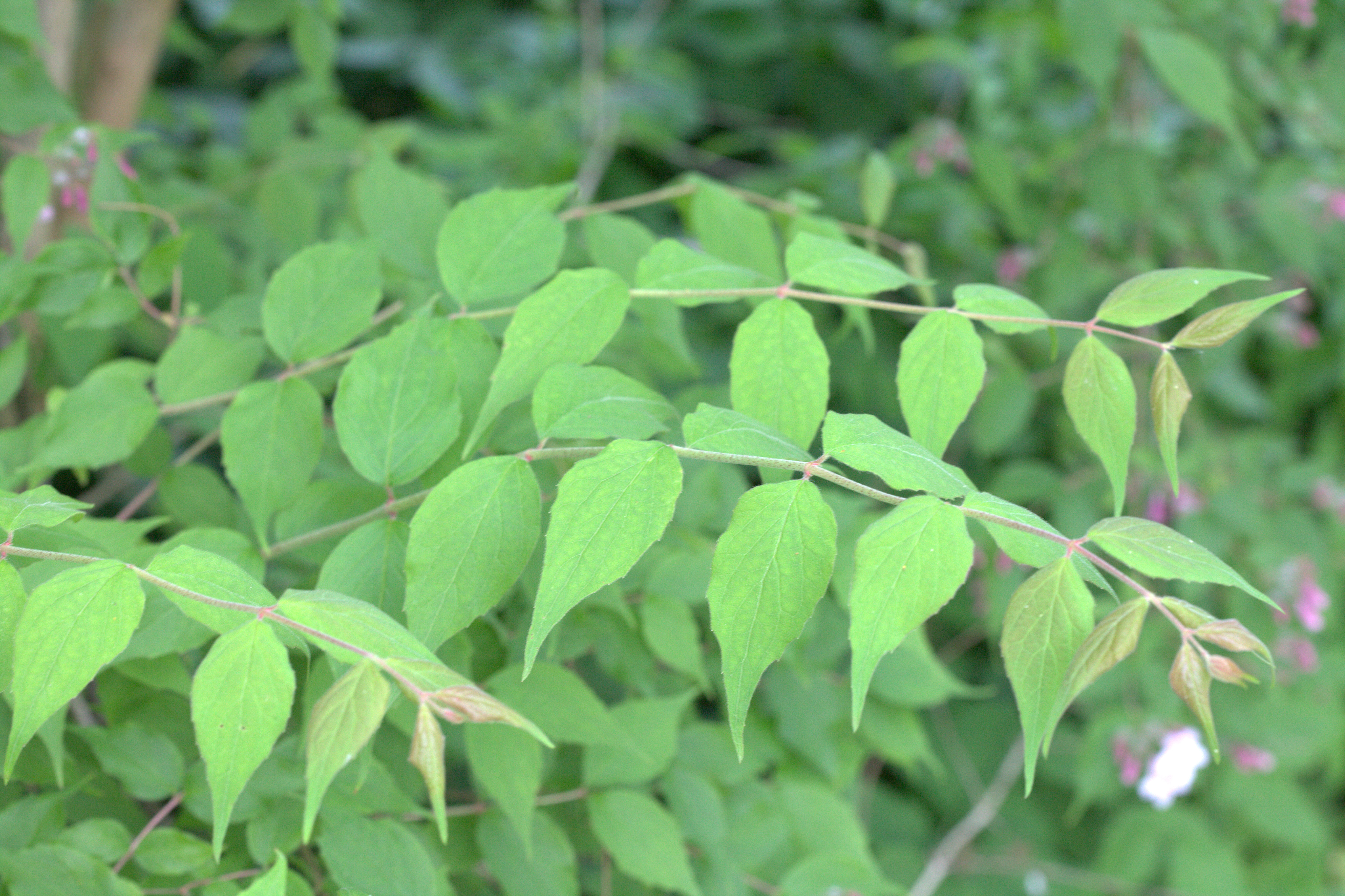
Листя

Рослина являє собою дугоподібний розлогий кущ зі світло-коричневою лускатою корою та витонченими дугоподібними гілками, які можуть рости вище 2.4м високий. Зазвичай вона така ж широка, як і висока. Цвіте рослина пізньою весною. Його світло-рожеві квіти, темно-рожеві в бутоні, мають довжину близько одного дюйма і мають форму дзвоника («трубчасті колокольчики»); вони ростуть парами, як і всі Caprifoliaceae, і утворюють ефектні численні бризки вздовж дозрілої деревини. Листки супротивні, прості, яйцеподібні, від 1.3 до 7.6см довжиною, цілокраї або з кількома рідкісними неглибокими зубцями. Його плід — волосиста яйцеподібна коробочка розміром приблизно 0.6см дюймів завдовжки. 

## Таксономія
Вид вперше був описаний Полом Гребнером і поміщений в новий рід Kolkwitzia, назва якого на честь Річарда Кольквіца, професора ботаніки в Берліні . Специфічний епітет amabilis означає «чарівний», «милий» .

## Історія
Кольквіція походить із Центрального Китаю, де вона була відкрита для західної науки двічі; колись єзуїтським місіонером Джузеппе Гіральді в Шеньсі, а потім у західній провінції Хубей британським дослідником і колекціонером рослин Е. Х. Вілсоном . Вілсон надіслав рослинний матеріал своїм спонсорам Veitch Nurseries в Ексетері в 1901 році, де кущ вперше зацвів у 1910 році . Чагарник став дуже популярним на сході Сполучених Штатів після Першої світової війни – майже визначальний чагарник в американських садах, створених між світовими війнами. У дикій природі зустрічається дуже рідко і знаходиться під загрозою зникнення.

## Культивування
Для використання в саду виведено численні сорти. Культивар «Pink Cloud» отримав нагороду Королівського садівничого товариства « За заслуги в саду»  .

### Обрізка
Думки щодо того, скільки потрібно обрізати чагарник, розходяться. Департамент садівництва Університету Міссурі пропонує мінімальне втручання, якщо рослина має достатньо місця для розвитку, до максимальної висоти 4.6м і потенційний «спред» 2.4м  . Інші пропонують більш активне втручання, щоб стимулювати розвиток нових квітучих гілок і бутонів, з рішучою обрізкою відразу після цвітіння .